# 인간 (희곡)
《인간》(영어: The Humans 더 휴먼스[*])은 미국 작가 스티븐 카람이 지은 희곡이다. 아일랜드계 미국인 이민자들의 추수감사절을 배경으로 한다. 2015년에 초연되었고 이듬해 브로드웨이에서 공연되었다. 2016년 퓰리처상 연극 부문 후보에 올랐고, 토니상 희곡 부문을 수상하였다.
대한민국에서는 2019년 9월 29일에 국립 아시아 문화전당에서 시범공연되었다.